# Die rote Jacke
Die rote Jacke é um filme de drama alemão em curta-metragem de 2002 dirigido e escrito por Florian Baxmeyer. Produzido no curso de pós-graduação da Universidade de Hamburgo, foi indicado ao Oscar de melhor curta-metragem em live action na edição de 2004.

## Elenco
- Nikola Jankovic
- Ulrich Noethen - Vater
- Catrin Striebeck
- Oliver Masucci